# Cave 1st Generation
Le Cave 1st Generation est un système d'arcade conçu par la société japonaise Cave en 1994.

## Description
Le Cave 1st Generation est la première génération de système d'arcade, au format JAMMA, créé et utilisé par la société Cave. Il a été conçu en 1994, année de la création de l'entreprise.

## Spécifications techniques
- Processeur central : MC68000
- Processeur audio : Zilog Z80 optionnel
- Puces audio : Yamaha YMZ280B, ou 1 à 2 OKIM6295 + YM2203 / YM2151

## Liste des jeux
| Titre                       | Développeur          | Éditeur       | Genre         | Date |
| --------------------------- | -------------------- | ------------- | ------------- | ---- |
| Air Gallet                  | Banpresto / Gazelle  | Cave          | Shoot them up | 1996 |
| Crusher Makochan            | Takumi               |               | Jeu de combat | 1999 |
| Dangun Feveron              | Cave                 | Nihon Systems | Shoot them up | 1998 |
| DoDonPachi                  | Cave                 | Atlus         | Shoot them up | 1997 |
| DoDonPachi Campaign Version | Cave                 |               | Shoot them up | 1997 |
| DonPachi                    | Cave                 | Atlus         | Shoot them up | 1995 |
| ESP Ra.De.                  | Cave                 | Atlus         | Shoot them up | 1998 |
| Gaia Crusaders              | Noise Factory        |               | Beat them all | 1999 |
| Guwange                     | Cave                 | Atlus         | Shoot them up | 1999 |
| Hotdog Storm                | Ace International    | Marble        | Shoot'em up   | 1996 |
| Koro Koro Quest             | Takumi               |               |               | 1999 |
| Mazinger Z (jeu vidéo)      | Dynamic PL           | Banpresto     | Shoot them up | 1994 |
| Metamoqester                | Banpresto            | Pandorabox    | Jeu de combat | 1995 |
| Power Instinct 2            | Atlus                | Atlus         | Jeu de combat | 1994 |
| Power Instinct Legends      | Atlus                | Atlus         | Jeu de combat | 1995 |
| Pretty Soldier Sailor Moon  | Gazelle              | Banpresto     | Beat them all | 1995 |
| Puzzle Uo Poko              | Cave                 | Jaleco        | Jeu de puzzle | 1998 |
| Thunder Heroes              | Primetek Investments | Cave          | Jeu de combat | 2001 |
| Tobikose! Jumpman           | Namco                | Namco         | Jeu de sport  | 1999 |